# 바르함 살리흐
바르함 살리흐(아랍어: برهم صالح, 쿠르드어: بەرھەم ساڵح 베르헴 살리흐, 영어: Barham Salih, 1960년 9월 12일 ~ )는 이라크의 제8대 대통령으로 지냈던 이라크 쿠르드족 정치인이다.
쿠르드 자치주의 전 총리이며, 이라크 연방 정부의 전 부총리이다. 2018년 10월 2일 이라크의 대통령으로 선출되었다.

## 어린 시절 및 교육
살리흐는 1960년 쿠르드 자치주 술라이마니야에서 태어났다. 1979년 술라이마니야에서 시위대의 사진을 찍어 쿠르드 민족운동에 가담한 혐의로 바트당 정권에 두 차례 체포돼 43일간 키르쿠크의 특별조사위원회 교도소에 수감됐다. 석방된 후, 그는 고등학교를 마치고 계속되는 박해를 피해 이라크를 떠나 영국으로 떠났다.

## 대통령직
2018년 10월 2일 이라크의 제8대 대통령으로 선출되었다. 그는 219표를 얻어 22표를 얻은 푸아드 후세인을 물리쳤다.
살리흐는 2019년 튀르키예군의 시리아 북동부 공세를 비난하며 "말할 수 없는 인도주의적 고통을 야기하고 테러 집단에 힘을 실어줄 것이고, 세계는 재난을 피하기 위해 단결해야 하며 쿠르드족을 포함한 모든 시리아인들의 평화, 존엄, 안보에 대한 권리에 대한 정치적 해결을 촉진해야 한다"고 말했다.
2019년 9월 24일, 살리흐 대통령은 도널드 트럼프 미국 대통령과 첫 양자 회담을 가졌다.

## 비판
2018년 9월 19일, 바르함 살리흐가 이라크 대통령 후보로 나설 것이라는 발표는 소셜 미디어에서 많은 사람들의 분노를 샀고, 다른 사람들은 그의 국제적 명성과 경험이 떠들썩한 바그다드에 꾸준한 손길을 가져다 줄 것이라는 희망을 표현했다. 일부는 소셜 미디어 플랫폼으로 살리흐가 PUK와 KDP 부패에 대항하는 캠페인을 최근에 하고 있었다고 언급하면서, 그가 인식된 기회주의에 대해 비난하기 위해 살리흐를 불렀다.

## 개인 생활
살리흐는 쿠르드 식물 재단의 창립 멤버이자 여성 인권 운동가인 사르바그 살리흐와 결혼했다. 그 부부에게는 두 명의 자녀가 있다.

## 역대 선거 결과
| 선거명      | 직책명          | 대수 | 정당                 | 득표율 | 득표수 | 결과 | 당락 |
| ----------- | --------------- | ---- | -------------------- | ------ | ------ | ---- | ---- |
| 2018년 선거 | 이라크의 대통령 | 8대  | 쿠르디스탄 애국 연합 | 90.87% | 219표  | 1위  |      |

## 참고 자료
- Dr. Barham Salih's official website 보관됨 2016-01-10 - 웨이백 머신
- (영어) 출연 - C-SPAN